# 레올로
레올로(Leolo)는 프랑스에서 제작된 장-클로드 라우존 감독의 1992년 코미디, 드라마 영화이다. 길버트 시코트 등이 주연으로 출연하였고 라이즈 라폰테인 등이 제작에 참여하였다.

## 출연

### 주연
- 길버트 시코트
- 맥심 콜린

### 조연
- 지네트 레노
- 줄리안 귀오마르
- 피에르 부르걸

## 제작진
- 공동제작: 장-프랑소와 레페티
- 미술: 프랑수아 세귄